# Bruno Gomes
Pour les articles homonymes, voir Gomes.
Bruno Gomes da Silva Clevelário dit Bruno Gomes, né le 4 avril 2001 à Rio de Janeiro au Brésil, est un footballeur brésilien qui évolue au poste de milieu défensif au SC Internacional.

## Biographie

### Vasco da Gama
Bruno Gomes passe par le centre de formation du Vasco da Gama. C'est avec ce club qu'il découvre le monde professionnel. Il joue son premier match au sein du championnat brésilien le 29 septembre 2019, contre le SC Corinthians. Son équipe s'incline sur le score d'un but à zéro ce jour-là. 
Le 17 octobre 2019, pour sa deuxième apparition seulement, il inscrit son premier but chez les professionnels, contre le Botafogo FR, en championnat. Titulaire ce jour-là, Bruno Gomes ouvre le score et est remplacé en fin de partie par Fredy Guarín. Son équipe s'impose par deux buts à un. Sa prestation ce jour-là, où il a notamment montré sa qualité de passes, a été saluée à la fin du match par son entraîneur Vanderlei Luxemburgo.
Le 19 mai 2020, il prolonge son contrat avec son club formateur.

### SC Internacional
Le 15 février 2022, Bruno Gomes s'engage en faveur du SC Internacional pour un contrat courant jusqu'en décembre 2025.

### Coritiba FC
En juillet 2022, Bruno Gomes est prêté jusqu'à la fin de l'année au Coritiba FC.
En janvier 2023, Bruno Gomes s'engage définitivement avec le Coritiba FC. Il signe un contrat courant jusqu'en décembre 2027.

## Vie personnelle
Bruno Gomes est un ami de longue date de Gabriel Pec avec qui il a fait toute sa formation à Vasco da Gama.